# ようこそ櫻の国へ 〜日本の美と技のカタチ〜
『ようこそ櫻の国へ〜日本の美と技のカタチ〜』は、2014年4月6日から2016年3月27日まで東京MXテレビMX1で放送していたミニ番組。

## 概要
様々な分野の著名人がそれぞれのアプローチで日本の文化・歴史・技に迫りゆく。
進行者は月替わり、翌週土曜日午前11時00分-11時15分TOKYO MX2で再放送。

## 放送リスト
| 2014年 | 2014年     | 2014年                                       | 2014年               |
| 回     | 放送日時間 | サブタイトル                                 | 進行                 |
| ------ | ---------- | -------------------------------------------- | -------------------- |
| 1      | 4月6日     | 煩悩の海(比叡山延暦寺、根本堂)               | 堀木エリ子(和紙作家) |
| 2      | 4月13日    | 煩悩(比叡山延暦寺、大講堂)                   | 堀木エリ子(和紙作家) |
| 3      | 4月20日    | 怪物僧侶と利他(比叡山延暦寺、横川元三大師堂) | 堀木エリ子(和紙作家) |

## スタッフ
- 読み:坂口芳貞(文学座)
- テーマ曲:川田俊介「Seek the star」
- 取材:佐藤大輔
- 撮影:菊池剛、熊谷亮
- 編集:森山一清
- 音響デザイン:尾上正幸
- CGタイトル:鈴木和弥
- 写真協力:三浦憲治「和樂」(小学館)、浅川敏、松村芳治
- 編集・MA:BEAM TV CENTER
- アシスタントプロデューサー:外川一徳
- プロデューサー:佐藤仁、大河内悟
- ディレクター:桝井あけぼの
- チーフプロデューサー:今井彰
- 制作:ジャパンエフエムネットワーク
- 製作・著作:TOKYO MX